# Flug in Gefahr
Flug in Gefahr ist ein Fernsehfilm des SDR Stuttgart aus dem Jahre 1964. Es ist eine Neuverfilmung eines Stoffes des Autors Arthur Hailey, der bereits 1956 als Flight into Danger und 1957 als Zero Hour! filmisch umgesetzt worden war. Die Übertragung ins Deutsche erfolgte durch Irene Dodel und Horst van Diemen.

## Handlung
George Spencer muss dringend geschäftlich von Winnipeg nach Vancouver reisen, aber leider ist der Linienflug völlig ausgebucht. Glücklicherweise findet er noch Platz in einer Chartermaschine der (fiktiven) Charterfluggesellschaft Maple Leaf Air Charter, die sofort mit einer DC-4 zu ihrem fünfstündigen Nachtflug aufbricht. Als das Abendessen serviert wird, wählen er und sein Sitznachbar, der Arzt Dr. Frank Baird, das Lamm und nicht die Alternative Heilbutt. Viele, die Fisch gewählt haben, klagen zwei Stunden später über Bauchschmerzen und Übelkeit. Als einziger Arzt an Bord diagnostiziert Dr. Baird eine gefährliche Fischvergiftung, kann aber therapeutisch nicht helfen. Es stellt sich heraus, dass auch der Pilot und Co-Pilot den Fisch gegessen haben, sie werden wenig später bewusstlos. Der Einzige an Bord, der das schwere viermotorige Flugzeug eventuell noch fliegen und landen könnte, ist George Spencer selbst. Er hatte allerdings nur einmotorige Jagdflugzeuge geflogen und selbst das war schon vor über zehn Jahren. Notgedrungen übernimmt Spencer die Aufgabe, das Flugzeug zu fliegen und stellt über Funk Kontakt zur Flugsicherung in Vancouver her.
Der erfahrene Flugzeugpilot Captain Treleaven wird in den Tower gerufen und übernimmt per Funk die Aufgabe, Spencer in die Bedienung der großen Maschine einzuweisen. Stewardess Janet werden die notwendigen Aufgaben des Co-Piloten zugewiesen und die Bedienung des Funkgerätes.
Nach einem Vertrautmachen mit der Funktionsweise und dem schwerfälligen Verhalten des Flugzeugs beginnt der Landeanflug. In allen Einzelheiten werden die zur Landung notwendigen Maßnahmen von Treleaven erläutert und von Spencer umgesetzt. Allmählich bekommt er Gefühl für die Maschine. Schließlich gelingt es ihm, die Maschine auf die Landebahn des Airports in Vancouver aufzusetzen und trotz Schleuderns zum Stehen zu bringen. Kein Passagier kommt dabei zu Schaden. Captain Treleaven über Funk: „Das war wahrscheinlich die miserabelste Landung seit Bestehen dieses Flughafens. (…) Aber, trotzdem, – hier sind einige Leute, die Ihnen gerne die Hand schütteln möchten.“

## Hintergrund
- Willy Semmelrogge, der die Rolle eines Passagiers spielt, der keinen vergifteten Fisch gegessen hat, starb 1984 an einer Fischvergiftung.
- Die Rolle des erfahrenen Verkehrsfliegers wird von Günther Neutze gespielt. Er war der ältere Bruder von Hanns Lothar (Neutze), der den ehemaligen Jagdpiloten spielt.
- Gedreht wurde am Flughafen Stuttgart in Echterdingen.
- Die im Film verwendete DC-4 hatte das Registrierkennzeichen HB-ILU und gehörte der Schweizer Charterfluggesellschaft Balair.
- Der Schweizer Historiker Benedikt Meyer schrieb eine Biographie des im Film verwendeten Flugzeugs. Die DC-4 flog u. a. für Swissair, Pan-American, die US-Armee, die UNO und das IKRK. Sie war 44 Jahre im Einsatz und war damit länger aktiv als die Concorde. Heute steht sie als Luftbrückendenkmal am Flughafen Frankfurt.[1]
- Arthur Haileys Roman von 1958 basiert auf dem kanadischen Fernsehfilm Flight into Danger von 1956[2], zu dem er das Drehbuch schrieb, und das 1957 als Remake mit dem Titel Zero Hour! (714 antwortet nicht)[3] in den USA als Kinofilm produziert wurde. Auch hierzu schrieb Arthur Hailey das Drehbuch.
- 1971 wurde der Roman in den USA unter dem Titel Panik in den Wolken (Terror in the Sky) mit Doug McClure in der Rolle des George Spencer erneut verfilmt.
- Parodiert wurde das Thema 1980 in Die unglaubliche Reise in einem verrückten Flugzeug.
- In der Kinderhörspielreihe Benjamin Blümchen kommt dem Namensgeber der Reihe in Folge 30 die Aufgabe zu, ein Flugzeug mit Hilfestellung vom Tower zu landen. Auch hier sind die eigentlichen Piloten aufgrund einer Lebensmittelvergiftung ausgefallen.